# Кованлъка (вилна зона)
Кованлъка е вилна зона на град Търговище, разположена на югозапад от града. Разположена в подножието на Преславската планина, до язовир „Поляница“. В близост се намират: вилна зона „Драката“, Комплекс „Белият кон“ и „Рай“, магистралата по пътя София - Варна. До магистралата е разположена чешма която се казва „Момина чешма“.